# 빈창자

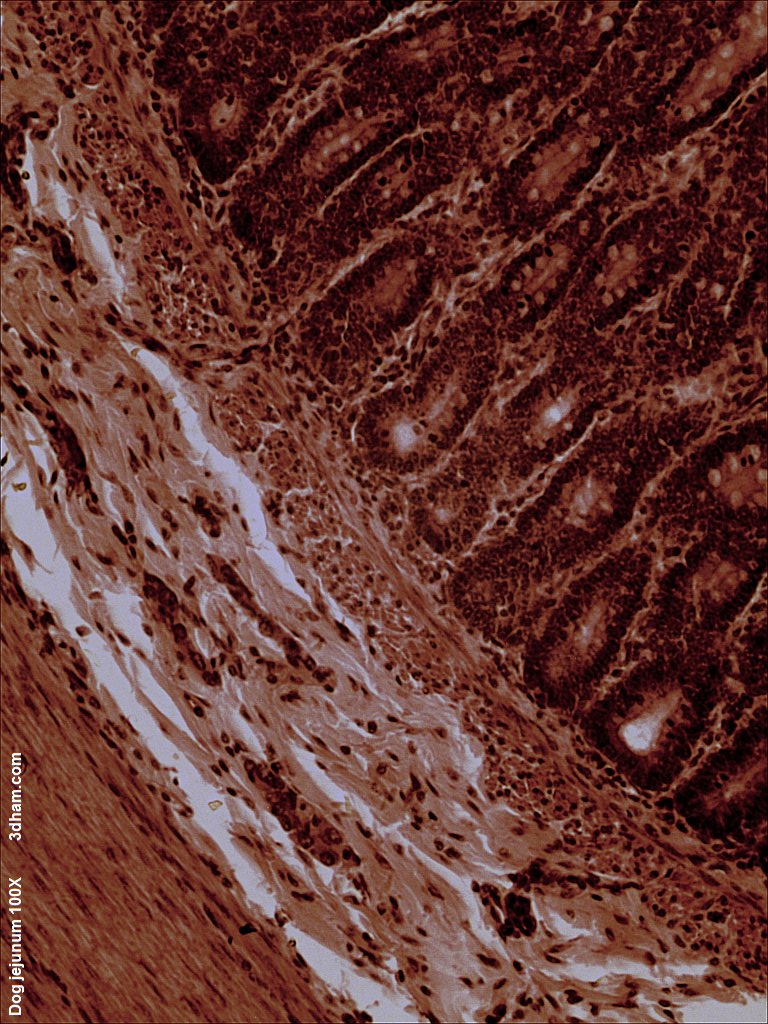

빈창자(jejunum) 또는 공장(空腸)은 포유류, 파충류, 조류를 포함한 대부분의 고등 척추동물에 존재하는 소장의 가운데 구간 즉 십이지장과 돌창자(회장)의 사이이다. 어류의 경우 소장의 구간들이 뚜렷하지 않으며 여기서는 공장이라는 용어 대신 중장(中腸, middle intestine, mid-gut)이라는 용어를 사용할 수 있다.
성인의 경우 소장은 5.5~6m 길이인데, 이 가운데 공장이 2.5m를 차지한다. jejunum의 어원은 "empty"를 뜻하는 라틴어 jējūnum인데, 공장 구간은 고등 척추동물이 사망하면 비어있는(empty) 상태가 된다는 주장 때문이다.

## 같이 보기
- 작은 창자
- 샘빈창자굽이